# ایکالالائو
ایکالالائو (به لاتین: Ikalalao) یک منطقهٔ مسکونی در ماداگاسکار است که در هائوته ماتسیاترا واقع شده‌است. ایکالالائو ۱۰۵٫۱۰ کیلومتر مربع مساحت و ۱۴٫۹۵۰ نفر جمعیت دارد و ۱٬۲۲۹ متر بالاتر از سطح دریا واقع شده‌است.